# Моос, Соломон
Соломон Моос (нем. Salomon Moos; 1831—1895) — немецкий медик.

## Биография
Соломон Моос родился 15 июля 1831 года в Готтмадингене. Изучал медицину в Гейдельбергском университете, а по окончании учёбы работал ассистентом в медицинской клинике Карла Эвальда Хассе.
Впоследствии он продолжил свое образование в Праге и Вене, а с 1859 года был приват-доцентом по отологии в Гейдельберге; в 1866 году назначен экстраординарным профессором, а также директором и главным хирургом клиники отологии при Гейдельбергском университете.
Заслуги его касаются патологической гистологии лабиринта; он доказал, что при различных инфекционных болезнях микроорганизмы вселяются в лабиринт и причиняют сложные нарушения слуха.
С 1866 года Моос, вместе с Кнаппом, издавал «Archiv für Augen und Ohrenheil Kunde».
В своё время Mоос считался одним из лучших немецких отологов; он создал целую школу. Его труды посвящены преимущественно анатомии и гистологии евстахиевой трубы; он подробно также исследовал вопрос о связи дифтерии с ушными заболеваниями.
Соломон Моос умер 15 июля 1895 года в городе Гейдельберге.